# Őcsény
Őcsény är en ort i Ungern.   Den ligger i provinsen Tolna, i den sydvästra delen av landet, 130 km söder om huvudstaden Budapest. Őcsény ligger 90 meter över havet och antalet invånare är 2 536.